# Serrodes campana
Serrodes campana är en fjärilsart som beskrevs av Achille Guenée 1852. Serrodes campana ingår i släktet Serrodes och familjen nattflyn. Inga underarter finns listade i Catalogue of Life.

## Bildgalleri

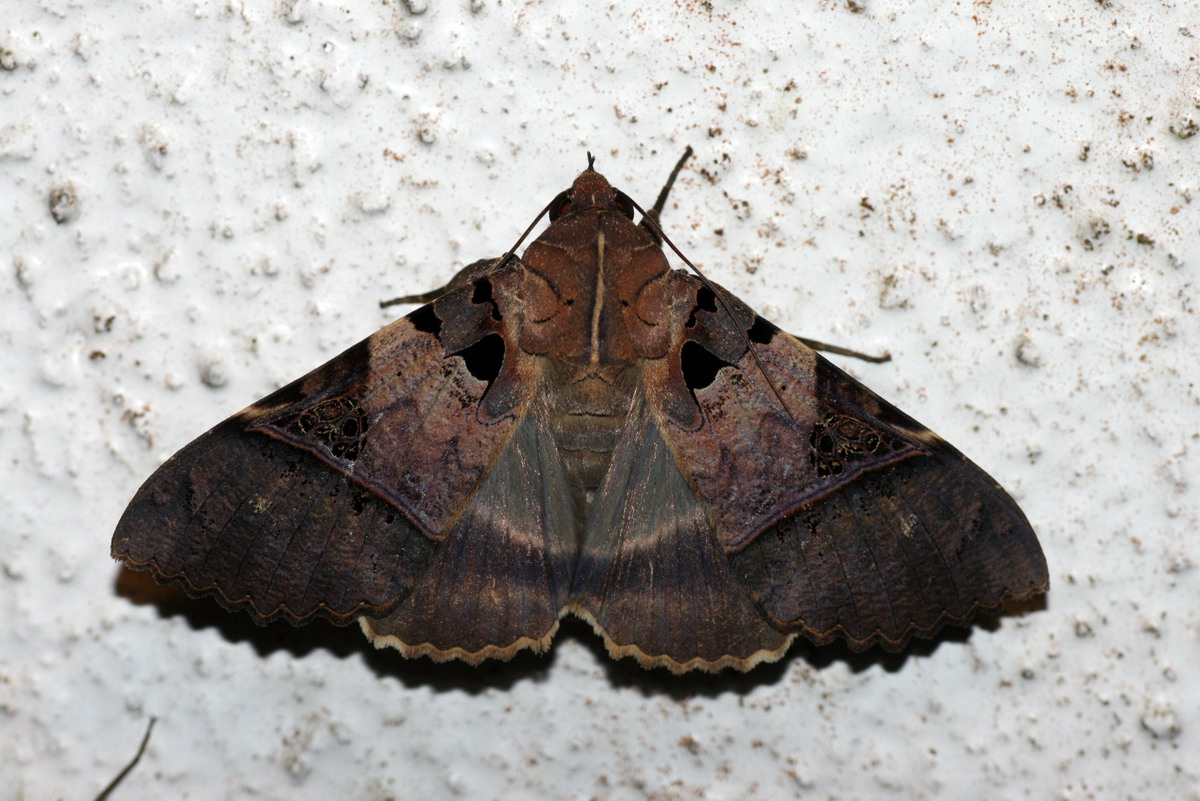
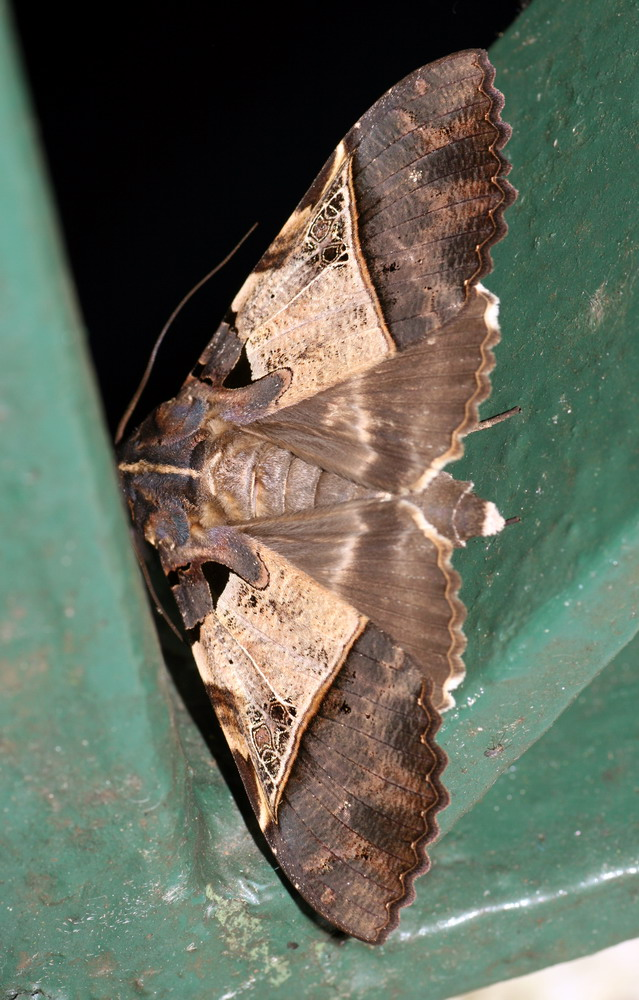
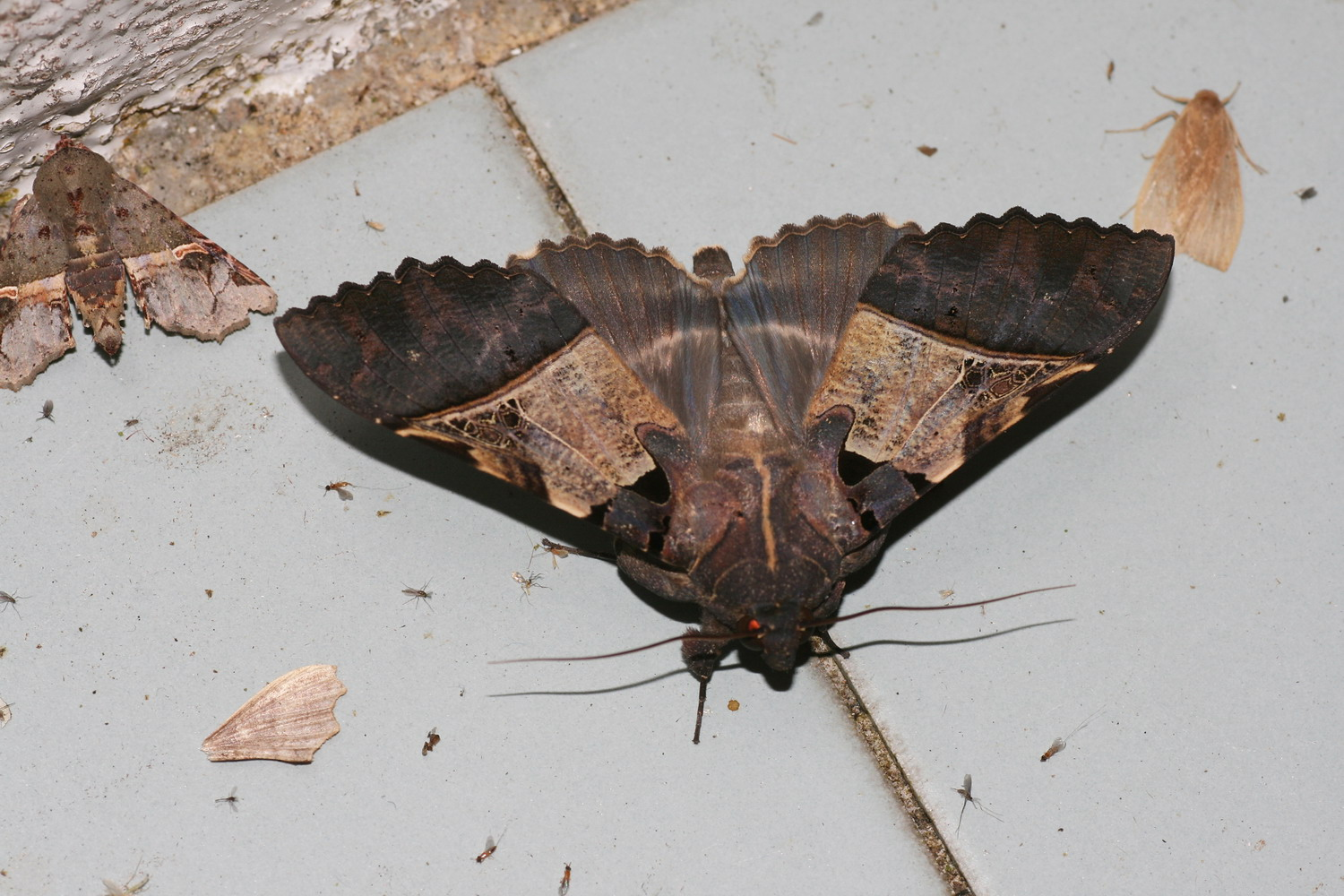
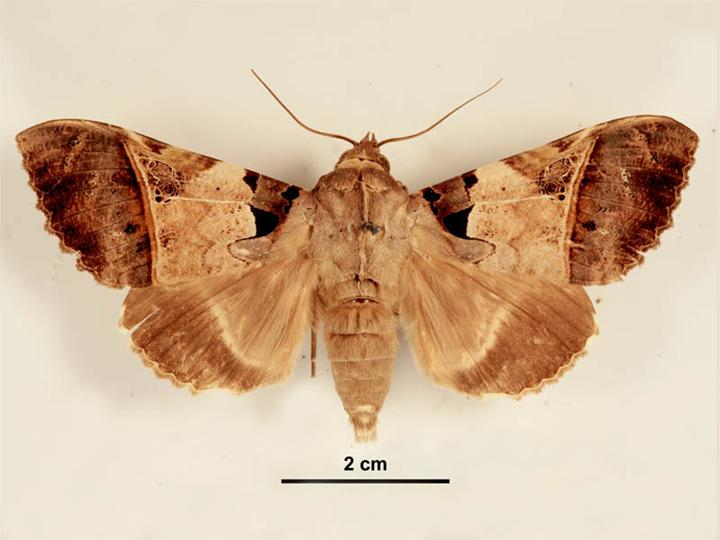
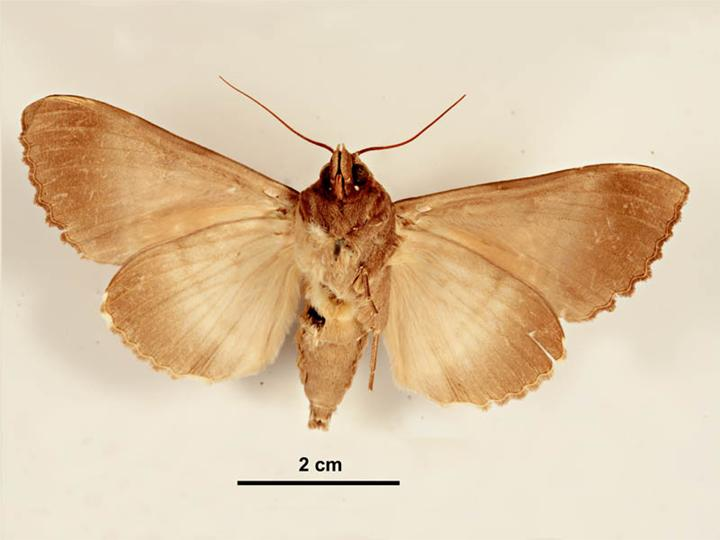
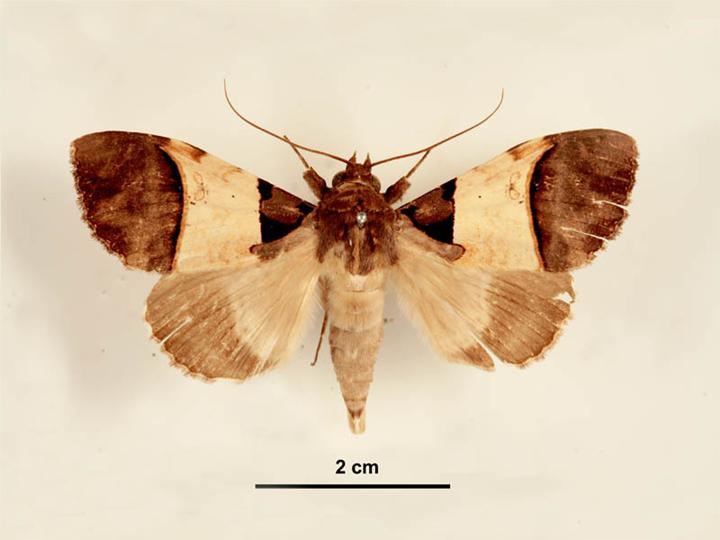